# نيت جونز
نيت جونز (بالإنجليزية: Nate Jones)‏ (مواليد 18 أغسطس 1972) هو ملاكم أمريكي، مثّل بلاده في الألعاب الأولمبية الصيفية 1996.

## إحصائيات
خاض خلال مسيرته 21 نزالا، فاز في 18 ولم يتعادل وخسر في 2. فاز بالضربة القاضية في 9 نزالات.

## روابط خارجية
نيت جونز على موقع بوكس ريك (الإنجليزية) (registration required)
- نيت جونز على موقع أوليمبيديا (الإنجليزية)